# Канадска уилсония
Канадска уилсония (Cardellina canadensis) е вид птица от семейство Parulidae.

## Разпространение
Видът е разпространен в Антигуа и Барбуда, Бахамските острови, Барбадос, Белиз, Боливия, Канада, Кайманови острови, Колумбия, Коста Рика, Куба, Доминика, Еквадор, Салвадор, Гваделупа, Гватемала, Хондурас, Мартиника, Мексико, Монсерат, Никарагуа, Панама, Перу, Пуерто Рико, Сейнт Китс и Невис, Сейнт Лусия, Сен Пиер и Микелон, Сейнт Винсент и Гренадини, Търкс и Кайкос, САЩ и Венецуела.